# Franz Zeischka
Franz Zeischka (* 10. Februar 1869 in Kleinfürwitz; † 13. September 1909 in Karlsbad) war ein böhmischer Dirigent und Musikdirektor.

## Leben und Werk

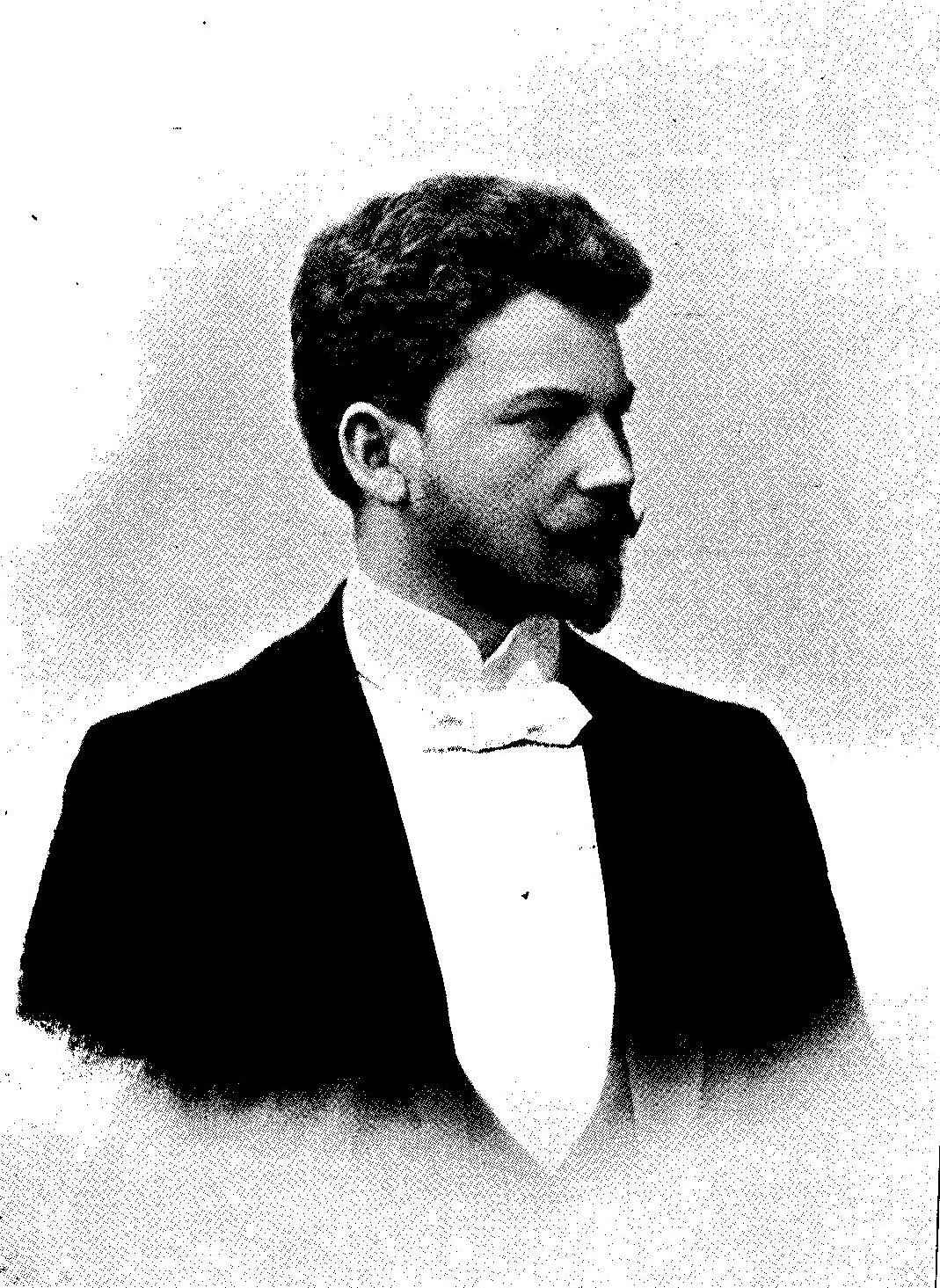
Zeischka um 1900

Zeischka absolvierte das Konservatorium in München als Geiger, arbeitete als Korrepetitor in verschiedenen Gruppen im Deutschen Reich und in Russland. Von 1895 bis 1898 war er zweiter Dirigent eines Kaim-Orchesters in München. 1898 wurde er zum Leiter und Chefdirigenten des Kurorchesters in Teplitz berufen, dessen Umorganisation der Eisenbahndirektor Karl Stradal angeregt hatte. Zeischka wurde aus über 170 Bewerbern um diesen Posten ausgewählt und führte dieses Orchester aus der Enge der Provinz zu internationaler Beachtung und Teplitz-Schönau zur Musikstadt. Gemeinsam mit hervorragenden Solisten wie Fritz Kreisler und Hugo Becker wurden sechsmal jährlich beachtenswerte Künstler- und Philharmonische Konzerte des Kurorchesters von hohem künstlerischen Niveau durchgeführt.
1906 folgte Zeischka dem Ruf als Dirigent der Kurkapelle nach Karlsbad, wo er ebenfalls beachtliche Erfolge erzielte. Beispielsweise führte er dort Max Regers Variationen und Fuge über ein Thema von Hiller erstmals in der Öffentlichkeit auf. Kurz darauf starb er im Alter von 40 Jahren.